# Nenenia virgata
Nenenia virgata là một loài bọ cánh cứng trong họ Cerambycidae.